# Blanzay-sur-Boutonne
Blanzay-sur-Boutonne ist eine französische Gemeinde mit 77 Einwohnern (Stand: 1. Januar 2022) im Département Charente-Maritime in der Region Nouvelle-Aquitaine (vor 2016: Poitou-Charentes); sie gehört zum Arrondissement Saint-Jean-d’Angély und zum Kanton Matha. Die Einwohner werden Blanzérois und Blanzéroises genannt.

## Geographie
Blanzay-sur-Boutonne liegt an der Boutonne, etwa 70 Kilometer ostsüdöstlich von La Rochelle in der Saintonge. Umgeben wird Blanzay-sur-Boutonne von den Nachbargemeinden Coivert im Westen und Norden, Dampierre-sur-Boutonne im Nordosten, Rives-de-Boutonne im Osten und Südosten, Saint-Pierre-de-l’Isle im Süden sowie Saint-Martial im Südwesten.

## Bevölkerungsentwicklung
| Jahr                       | 1962 | 1968 | 1975 | 1982 | 1990 | 1999 | 2006 | 2019 |
| Einwohner                  | 145  | 146  | 134  | 105  | 83   | 86   | 92   | 79   |
| Quellen: Cassini und INSEE |      |      |      |      |      |      |      |      |

## Sehenswürdigkeiten
- Kirche Saint-André aus dem 12. Jahrhundert mit Erweiterungen im 15. Jahrhundert, seit 1949 als Monument historique eingeschrieben

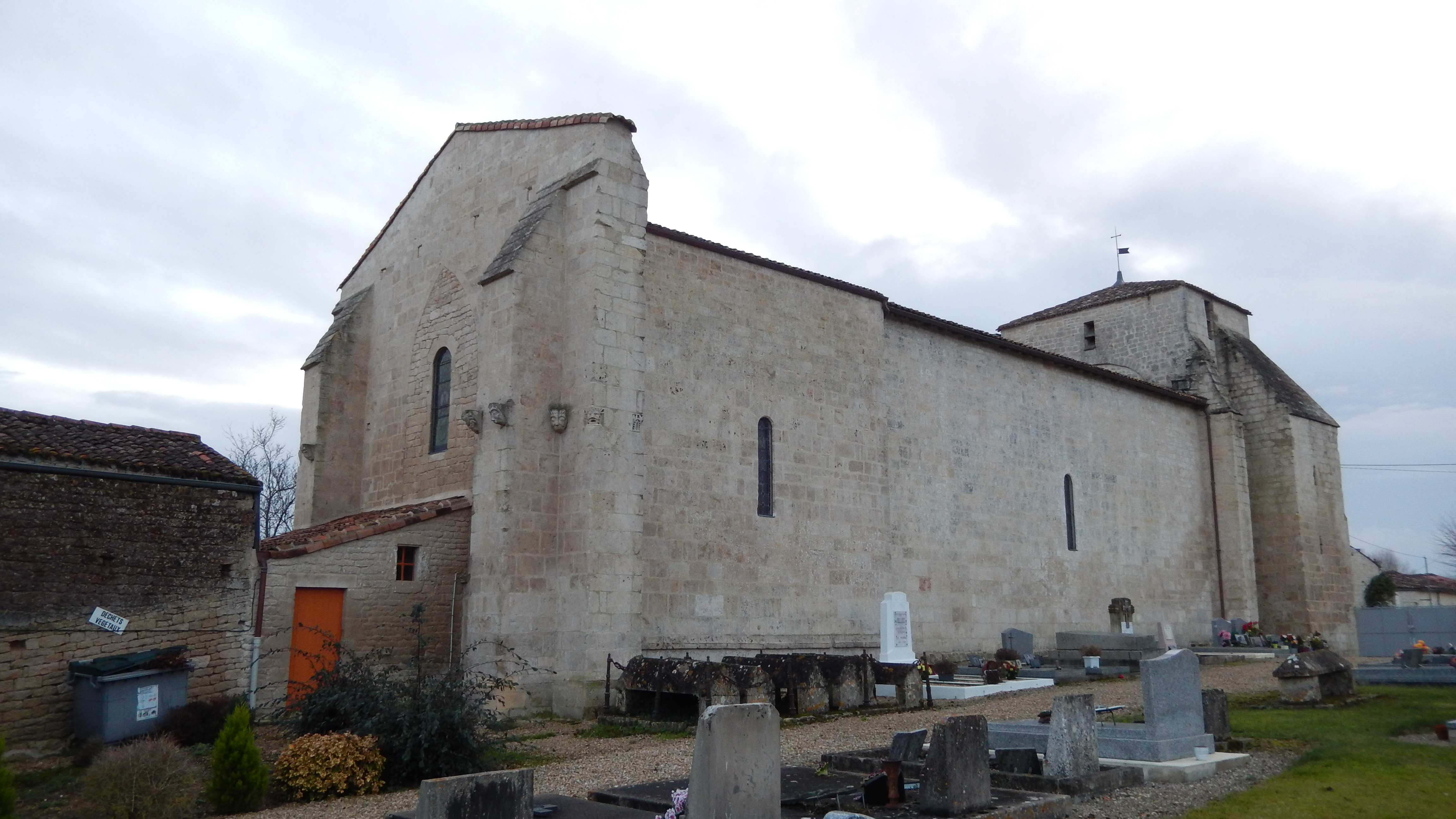
Kirche Saint-André